# Аренс, Иван Львович
Ива́н (Жан) Льво́вич (Исаак Изра́илевич) А́ренс (Альтер) (22 сентября 1889, Млава, Плоцкая губерния (ныне — Мазовецкое воеводство, Польша) — 11 января 1938, расстрельный полигон «Коммунарка», Московская область) — генеральный консул СССР в Нью-Йорке.

## Биография
Исаак Аренс происходил из еврейской семьи, получил незаконченное высшее образование. Молодым человеком принял участие в революционном движении в Российской империи сначала как член Бунда, а затем стал членом ВКП(б). 
После революции в России с 1921 года сотрудник НКИД, был тяжело ранен во время убийства В. В. Воровского. С 1923 года — корреспондент Российского телеграфного агентства. Впоследствии, в 1927—1930 годах, стал полпредом во Франции, потом полпред в Канаде. Закончил дипломатическую карьеру на посту генерального Консула СССР в Нью-Йорке.
До ареста жил в общежитии Наркомата иностранных дел СССР (Москва, ул. 25-го Октября, д. 10/12, комната 3).
Был арестован 3 августа 1937 года по обвинению в шпионаже и участии в контр-революционной террористической организации. 4 января 1938 года был осуждён по первой категории Военной коллегией Верховного суда СССР. Расстрелян 11 января 1938 года на полигоне НКВД «Коммунарка» Московской области.
Реабилитирован в декабре 1956 года ВКВС СССР.